# Amtsgericht Hattingen

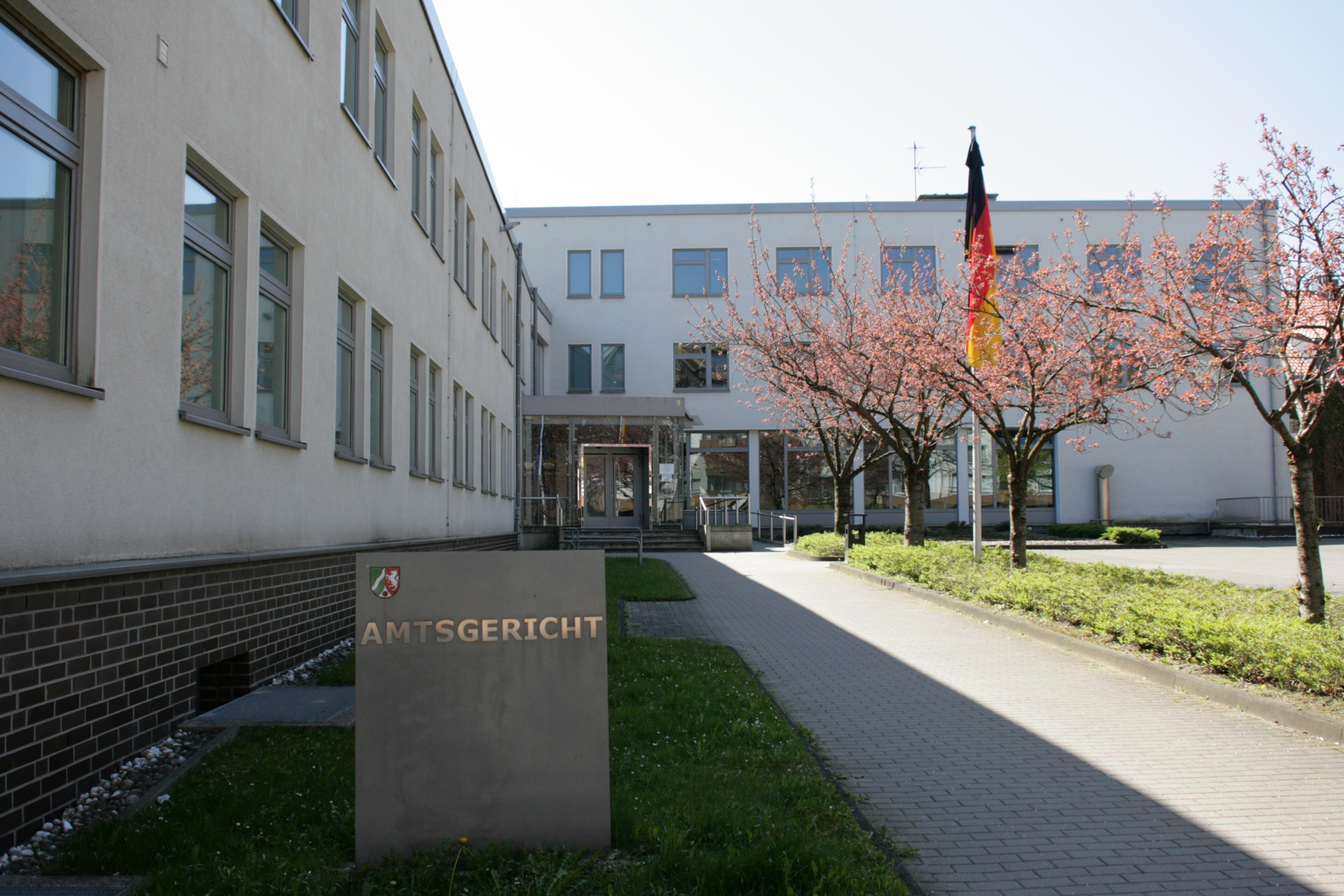
Amtsgericht Hattingen

Das Amtsgericht Hattingen ist das für die Städte Hattingen und Sprockhövel im Ennepe-Ruhr-Kreis zuständige Amtsgericht. In dem 119 km² großen Gerichtsbezirk leben rund 82.000 Menschen.

## Übergeordnete Gerichte
Das dem Amtsgericht Hattingen übergeordnete Landgericht ist das Landgericht Essen, das wiederum dem Oberlandesgericht Hamm untersteht.

## Geschichte
In Hattingen bestand von 1849 bis 1879 die Gerichtsdeputation Hattingen des Kreisgerichtes Bochum.
Das königlich preußische Amtsgericht Hattingen wurde mit Wirkung zum 1. Oktober 1879 als eines von sechs Amtsgerichten im Bezirk des Landgerichtes Duisburg im Bezirk des Oberlandesgerichtes Hamm gebildet. Der Sitz des Gerichtes war Hattingen. Sein Gerichtsbezirk umfasste den Stadtbezirk Hattingen und die Ämter Blankenstein und Hattingen außer den Teilen, die dem Amtsgericht Steele zugeordnet war, das Amt Sprockhövel und den Gemeindebezirk Hiddinghausen I.
Am Gericht bestanden 1888 vier Richterstellen. Das Amtsgericht war damit ein großes Amtsgericht im Landgerichtsbezirk.